# 新巴赫穆季夫卡 (新巴赫穆季夫卡村拉达)
新巴赫穆季夫卡，名义上是乌克兰顿涅茨克州波克羅夫斯克區奥切雷蒂内市镇的村庄，但事实上由俄罗斯顿涅茨克人民共和国亞西努瓦塔區实际管辖。有道路通往约16公里的亞西努瓦塔市。2001年时人口数量为857人。

## 人口
据2001年乌克兰人口普查，该村人口数量为857人，其中50.56%的居民母语为乌克兰语，49.33%的居民母语为俄语。